# Алиспахич, Мехмед
Мехмед Алиспахич (босн. Mehmed Alispahić; 24 ноября 1987, Бугойно, Социалистическая Республика Босния и Герцеговина, СФРЮ) — боснийский футболист, полузащитник. Выступал в национальной сборной Боснии и Герцеговины.

## Биография

### Клубная карьера
Алиспахич является воспитанником клуба «Искра» из родного города Бугойно. С 2005 года по 2008 год выступал за «Искру» на профессиональном уровне в Первой лиге Боснии и Герцеговины.
Летом 2008 года перешёл в хорватский «Шибеник» из одноимённого города. В чемпионате Хорватии дебютировал 27 июля 2008 года в выездном матче против запрешичского «Интера» (2:3). Первый гол за «Шибеник» забил 31 августа 2008 года в домашнем матче против «Загреба» (1:1), Мехмед забил мяч с паса Эрмина Зеца на 15 минуте в ворота Йосипа Шкорича. В сезоне 2008/09 его команда заняла в чемпионате 6 место, а он смог забить 4 мяча в 31 матче.
В следующем сезоне 2009/2010 «Шибеник» занял 4 место, что позволило команде выступать в Лиге Европы. Алиспахич провёл 28 игр и забил 7 голов в том турнире. В Кубке Хорватии «Шибеник» дошёл до финала, где по сумме двух матче уступил сплитскому «Хайдуку» (4:1). В январе 2010 года появилась информация о том, что Мехмедом интересуется нидерландский ПСВ.
В еврокубках дебютировал 1 июля 2010 года в домашнем матче Лиге Европы против мальтийской «Слимы Уондерерс» (0:0). В ответном матче «Шибеник» одержал победу (0:3) и прошёл дальше. В следующем раунде клубу попался кипрский «Анортосис». Первый домашний матч Алиспахич пропускал из-за двух жёлтых карточек полученных в предыдущих матчах с мальтийской командой. В первом матче «Шибеник» смог одержать победу со счётом (2:0). В ответной игре «Анортосис» смог отыграть два мяча и перевести матч в дополнительное время, в котором Иоаннис Оккас забил ещё один мяч и по сумме двух матчей (3:2), «Шибеник» вылетел из турнира.
В сезоне 2010/11 Алиспахич стал третьим бомбардиром чемпионата Хорватии с 11 забитыми мячами, он разделил это достижение с Нино Буле и Дино Кресингером.
В конце 2010 года появилась информация о том, что Алиспахич может перейти в загребской «Динамо». Летом 2011 года перешёл в «Динамо» на правах свободного агента. В команде взял себе 20 номер.

### Карьера в сборной
В национальной сборной Боснии и Герцеговины дебютировал при тренере Сафете Сушиче, 29 мая 2010 года в выездном товарищеском матче против Швеции (4:2), Алиспахич вышел в начале второго тайма вместо Бориса Панджа.

## Достижения
- Чемпион Хорватии: 2011/12
- Обладатель Кубка Хорватии (2): 2011/12, 2013/14
- Финалист Кубка Хорватии: 2008/09